# Качусово (Шипуновський район)
Качу́сово (рос. Качусово) — селище у складі Шипуновського району Алтайського краю, Росія. Входить до складу Єльцовської сільської ради.

## Населення
Населення — 192 особи (2010; 229 у 2002).
Національний склад (станом на 2002 рік):
- росіяни — 98 %